# CST-100 Starliner
CST-100 Starliner (англ. Crew Space Transportation) — пілотований транспортний космічний корабель, що розробляється компанією Boeing у співпраці з компанією Bigelow Aerospace за програмою НАСА Commercial Crew Development. Головне завдання — транспортування екіпажу до МКС і до приватних космічних станцій, як-от Комерційна космічна станція Бігелоу.
Starliner схожий із космічним апаратом «Оріон», який будується для НАСА компанією Lockheed Martin. Капсула має діаметр 4,56 м, що трохи більше за командний модуль «Аполлона» і менше, ніж капсула «Оріона». Starliner має транспортувати до семи астронавтів і здатний залишатися на орбіті до семи місяців. Планується багаторазове використання капсули — до 10 польотів. Капсула сумісна з кількома ракетами — Falcon 9, Atlas V, Delta IV і майбутньою ракетою «Вулкан». Запуски планується здійснювати насамперед ракетою-носієм Atlas V N22 зі стартового майданчика SLC-41 з бази ВПС США на мисі Канаверал у штаті Флорида.
Під час першого етапу програми НАСА Commercial Crew Development (CCDev) компанія Boeing отримала фінансування у розмірі $18 млн для подальшої розробки проєкту корабля. Під час другого етапу Boeing отримала $93 млн для продовження проєкту. 3 серпня 2012 року НАСА оголосила про подальше фінансування компанії Boeing у розмірі $460 млн за проєктом CST-100. 16 вересня 2014 року НАСА обрала CST-100 разом із капсулою Dragon 2 компанії SpaceX для програми Commercial Crew Transportation Capability (CCtCap) з подальшим фінансуванням у розмірі $4,2 млрд. Станом на квітень 2022 року, очікуються тести капсули CST-100 з автоматичним стикуванням з МКС не раніше травня 2022 року.
20 травня 2022 року безпілотна капсула Starliner компанії Boeing вперше пристикувалася до Міжнародної космічної станції.

## Історія

### Передумови

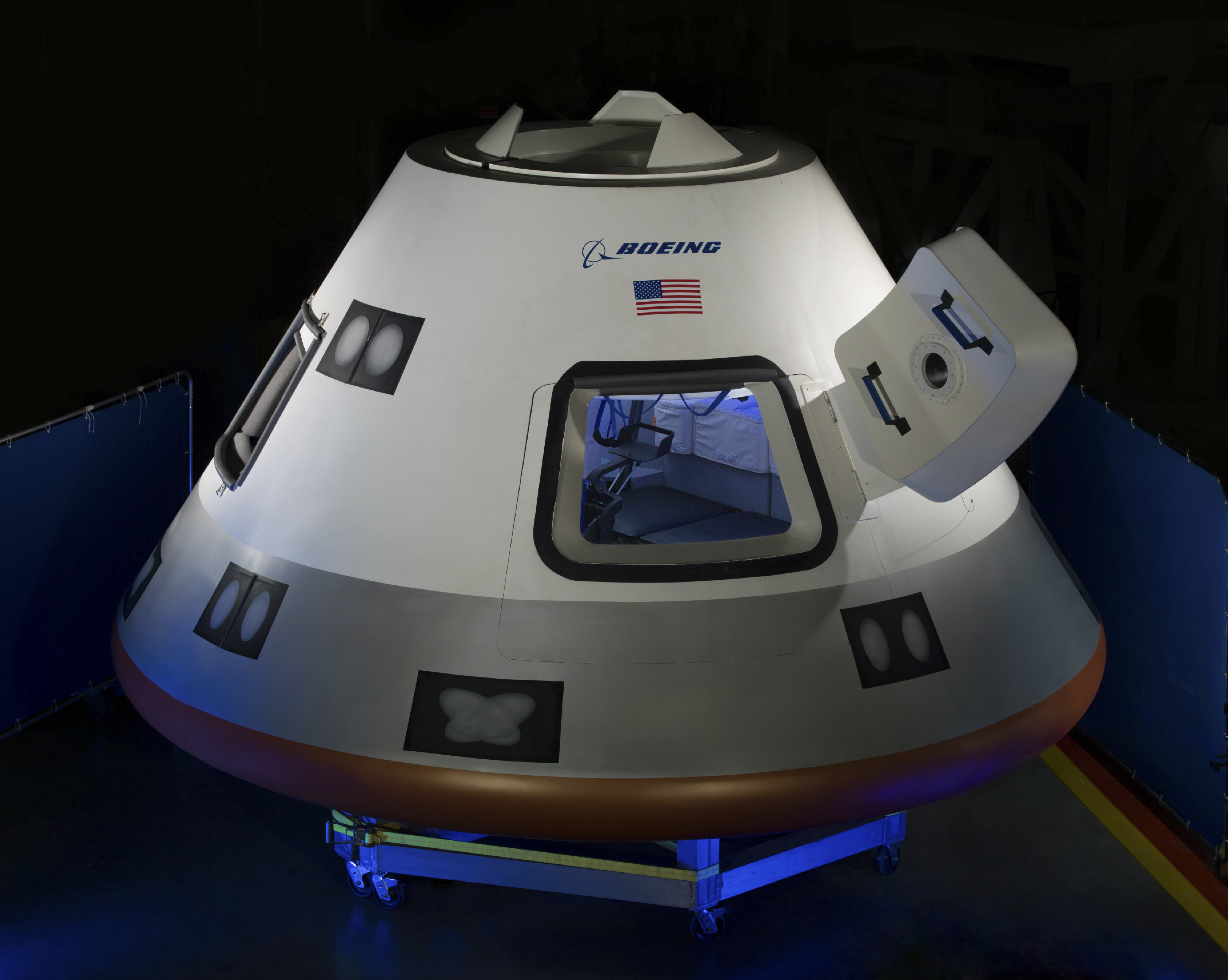
Макет пілотованої капсули CST-100

Дизайн капсули компанія перейняла від корабля «Аполлон», НАСА, Спейс Шаттл і програм МКС, як-от Orbital Express, що спонсувались Агентством передових оборонних дослідницьких проєктів США (DARPA). CST-100 не має спільних рис із кораблем «Оріон», проте іноді його путають із проєктом Orion Lite, який розроблявся компанією Bigelow Aerospace при технічній підтримці Lockheed Martin. Капсула використовуватиме стикувальну систему НАСА для стикування і використання легкого аблятора Boeing для його теплового щита. Сонячні панелі космічного корабля вироблятимуть 2900 Вт електроенергії і розташовуватимуться на захисному щиті від космічного сміття і мікрометеоритів на сервісному модулі корабля.
Космічний корабель спроєктований з можливістю запуску різними ракетами — Atlas V, Дельта IV, Falcon 9 і розроблюваної «Вулкан». На відміну від попередніх капсул, CST-100 Starliner здійснюватиме посадку на землю, а не в океан. Заплановані п'ять посадкових майданчиків на заході США, що надасть капсулі близько 450 можливостей для посадки кожного року.
CST-100 матиме одне місце для космічного туриста, контракт Boeing і НАСА дає змогу продавати це місце для подорожі на низьку навколоземну орбіту.

### Розробка
Капсула CST-100 вперше була продемонстрована публіці у червні 2010 засновником компанії Bigelow Aerospace Робертом Бігелоу. Скорочення CST означає Crew Space Transportation (транспортування екіпажу в космос). Також повідомлялось, що цифра 100 значить висоту лінії Кармана — 100 км, що є однією з ознак досягнення космосу. Для рятувальної системи корабля мають використовуватись двигуни RS-88.
Після отримання відповідних коштів компанія, відповідно до угоди з НАСА, повинна була виконати ключові пункти впродовж 2010 року:
- Вивчення і вибір типу аварійної системи рятування екіпажу — штовхаючого типу і буксирного типу.
- Огляд визначення системи.
- Тестування обладнання системи аварійного рятування екіпажу.
- Демонстрація основного теплового щита капсули.
- Демонстрація систем авіоніки.
- Демонстрація виготовлення оболонки капсули під тиском.
- Демонстрація системи спуску капсули (тест-скидання і приводнення капсули).
- Демонстрація системи життєзабезпечення.
- Демонстрація автоматичного польоту і стикування (обладнання і програмне забезпечення).
- Демонстрація макету капсули екіпажу.

У липні 2010 року Boeing повідомила, що капсула за умов достатнього фінансування і необхідних погоджень буде готова у 2015 році. Компанія додала, що це можливо за умов підтримки НАСА за програмою Commercial Crew Transport, що була оголошена адміністрацією Барака Обами для 2011 фінансового року. Роджер Крон, керівник компанії, пояснив, що інвестиції НАСА дадуть змогу продовжити роботу над проєктом, без цієї підтримки, це було б складно. Роджер Крон також зазначив, що, окрім напрямку роботи з МКС, ключовою була співпраця з компанією Bigelow Aerospace.

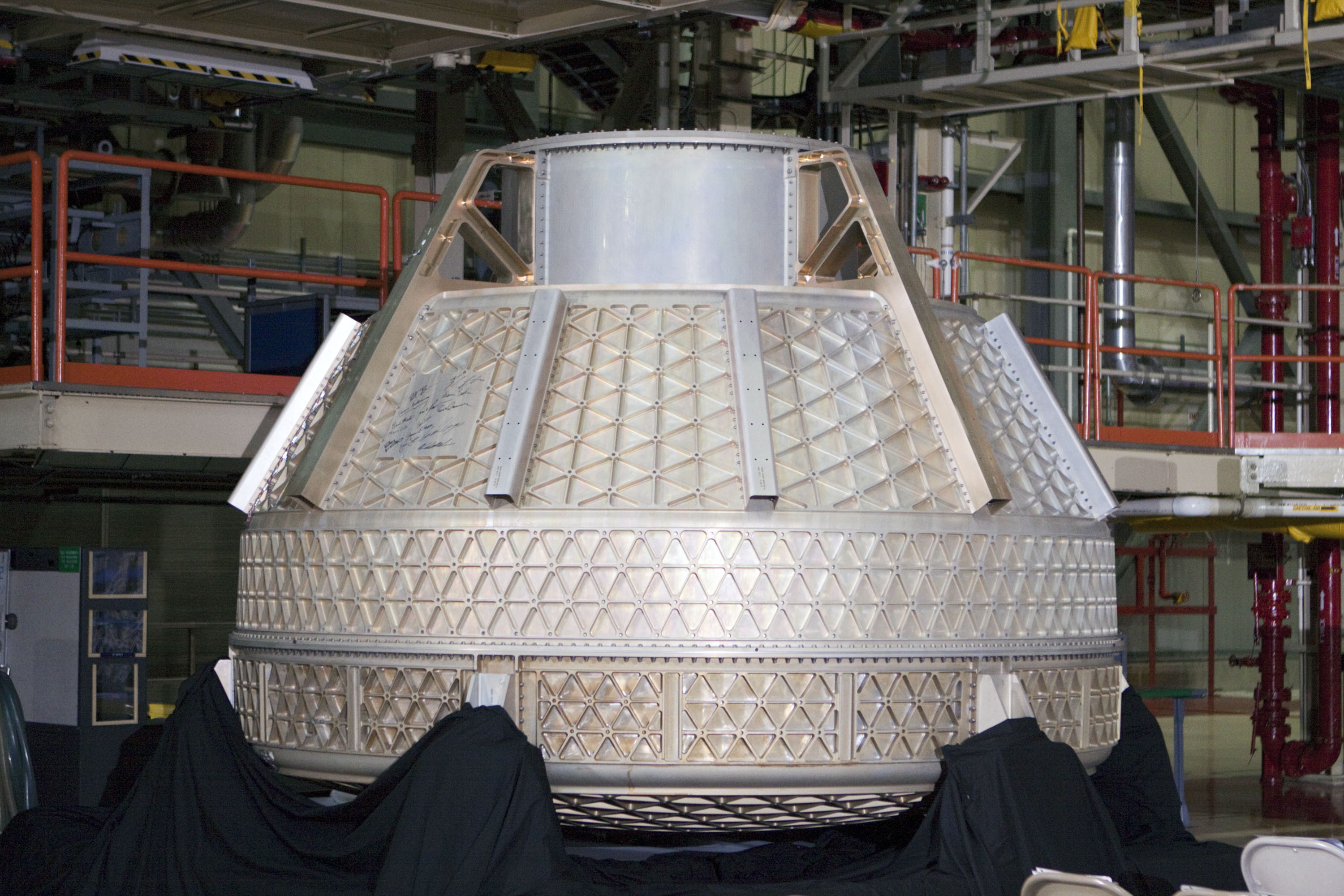
CST-100 у орбітальному обслуговуючому комплексі у жовтні 2011 року.

Boeing отримала $92,3 млн за контрактом від НАСА у квітні 2011 року для подальшої розробки CST-100 за другою фазою програми Commercial Crew Development. 3 серпня 2012 року НАСА оголосила про надання компанії Boeing $460 млн для подальшої розробки корабля.

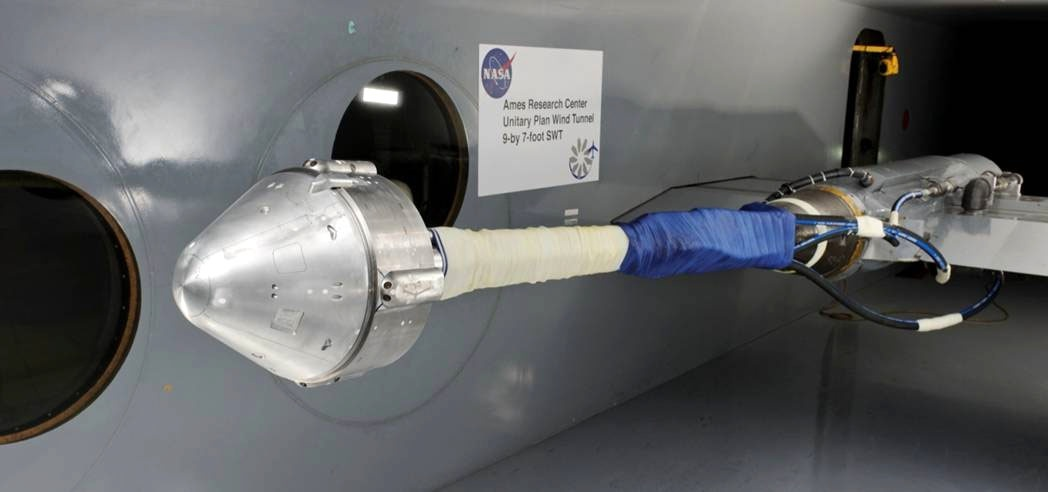
Тестування CST-100 у вітряному тунелі.

31 жовтня 2011 року НАСА оголосило про партнерство з агентством Space Florida задля надання компанії Boeing ангара Центра обслуговування орбітального корабля в Космічному центрі імені Кеннеді для виготовлення і тестування корабля CST-100.
16 вересня 2014 року НАСА обрало Boeing (CST-100) та SpaceX (Dragon 2) як дві компанії, які розроблять системи доставки екіпажу з США до МКС. Boeing отримала за контрактом $4,2 млрд для завершення і сертифікації капсули CST-100 до 2017 року, SpaceX отримала за контрактом $2,6 млрд для завершення і сертифікації корабля Dragon 2. Контрактами передбачено не менш одного тестового пілотованого польоту з одним астронавтом НАСА на борту. Після сертифікації корабля Starliner, контрактом передбачено виконання 2—6 пілотованих місій до МКС. Вільям Херстенмайер адміністратор НАСА з пілотованих місій зазначив, що корабель CST-100 сильніший ніж два інші.
Договір із НАСА дає компанії Boeing змогу продавати місця в капсулі для космічних туристів. Boeing пропонує передбачати одне місце для кожного польоту корабля за ціною, яка буде конкурувати з ціною квитків для космічних туристів Роскосмосу.
4 вересня 2015 року Boeing оголосила про нову назву космічного корабля, нова назва — CST-100 Starliner, назва посилається на літак Boeing 787 Dreamliner, який виготовляє Boeing Commercial Airplanes У листопаді 2015 року НАСА оголосила про усунення компанії з програми Commercial Resupply Services під час другої фази тендерного відбору для доставки вантажів до МКС.
У травні 2016 року Boeing відклала перший запуск CST-100 з 2017 до 2018 року. У жовтні 2016 року компанія відклала програму на шість місяців з початку до кінця 2018 року через проблеми з постачанням і другою капсулою CST-100. Станом на 2016 рік компанія сподівається відправити астронавтів НАСА до МКС у грудні 2018 року.
У квітні 2018 року НАСА погодила перших двох астронавтів для польоту на CST-100 Starliner запланованого на листопад 2018 року, що відбудеться скоріше за все у 2019 або у 2020 році. Якщо запуск затримається, передбачається, що корабель матиме ще одного астронавта і додаткове корисне навантаження. Замість двох тижнів, як спочатку планувалось, НАСА зазначає, що планується, що екіпаж може залишитись на МКС до шести місяців як і у випадку звичайного польоту астронавтів.
25 травня 2023 року голова комісії з питань безпеки НАСА закликав агентство не поспішати з випробувальним польотом літака Boeing CST-100 Starliner з екіпажем, закликавши до незалежного «глибокого вивчення» технічних проблем космічного корабля. Коли НАСА і Boeing оголосили 29 березня 2023 року липневу дату запуску CFT, з відстрочкою на три місяці, офіційні особи сказали, що це дасть їм більше часу для завершення сертифікації космічного корабля, зокрема його парашутів. Затримка також була потрібна для перевірки системи авіоніки в космічному кораблі після виявлення логічної помилки в одному з блоків. Тому в ході виступу на відкритому засіданні Консультативної групи з аерокосмічної безпеки голова комітету Патрісія Сандерс висловила скептицизм відносно того, що НАСА і Boeing встигнуть вирішити відомі проблеми зі Starliner для його запуску з екіпажем, запланованого на 21 липня 2023 року.

## Тестові випробування
Починаючи з 2011 року розпочались тестові випробування на макеті корабля.
У вересні 2011 року Boeing повідомила про завершення серії наземних тестів для перевірки конструкції амортизуючих подушок. Вони розташовані під тепловим щитом капсули. Тепловий сконструйований таким чином, що на висоті 1500 м від відкидується. Амотризуючі подушки наповнюються сумішшю азоту і кисню, проте це не та суміш, яка іноді використовується в автомобільних подушках безпеки. Тести проходили у пустелі Мохаве, у південно-східній частині Каліфорнії зі швидкістю 16 та 48 км/год для імітації умов, максимально наближених до тих, що матимуть місце під час робочих приземлень. Тестову випробувальну установку побудувала компанія Bigelow Aerospace, яка так само проводила і тестування.
У квітні 2012 року Boeing успішно завершила тест зі скиданням макету капсули CST-100 над пустелею Невада в сухому озері Деламар, успішно були протестовані три головні парашути системи, які відділились на висоті 3400 м.
У серпні 2013 року Boeing анонсувала про оцінку двома астронавтами НАСА аспектів комунікації, ергономіку і панель керування капсулою CST-100, астронавти дізнались, як майбутні астронавти керуватимуть космічним кораблем, який буде транспортувати їх до МКС, а також з іншими цілями на ННО.
Boeing повідомила у травні 2016 року, що тестування корабля перенесені на 8 місяців для зменшення ваги капсули і вирішенні аеродинамічних проблем, які виникли під час запуску на ракеті Atlas V. Орбітальний тестовий політ заплановано на весну 2019 року. Ракета-носій для цього польоту — Atlas V N22 забезпечить ULA. Перший пілотований політ заплановано на літо 2019 року і залежить від результатів тесту Boe-OFT, який триватиме 14 днів і матиме на борту одного астронавта і одного тестового пілота Boeing, які відправляться до МКС. 5 квітня 2018 року НАСА оголосила про перший політ із двома астронавтами відбудеться у 2019 або 2020 році. Якщо запуск буде відкладено, то корабель відправить до МКС ще одного астронавта з припасами. НАСА повідомляє, що збільшений екіпаж може залишитись на МКС до 6 місяців, що є звичайним часом перебування на станції екіпажу місії. Це пов'язано із завершенням контракту з Росією з доставки астронавтів до МКС наприкінці 2019 року. НАСА оголосила перший екіпаж із чотирьох астронавтів, які працюватимуть зі SpaceX та Boeing: Роберт Бенкен, Ерік Аллен Боу, Суніта Лін Вільямс та Дуглас Джеральд Херлі.
У липні 2018 року Boeing оголосила призначення колишнього астронавта НАСА Крістофера Фергюсона для польоту на кораблі CST-100 під час тестового польоту.
У липні 2018 року з'явилися дані про аномалію під час тестового запуску чотирьох двигунів системи аварійного порятунку, який проводився в червні перед випробуваннями аварійного відділення корабля від ракети-носія на стартовому майданчику. Компанія Boeing підтвердила, що після завершення прожигу і відключення двигунів, 4 з 8 клапанів, які контролюють подачу компонентів палива, застрягли у відкритому положенні, що призвело до витоку гідразину. Компанією було прийнято рішення відкласти випробування для розслідування причин аномалії і прийняття коригувальних дій. Тестування системи аварійного порятунку корабля тепер планують провести навесні 2019 року, після першого тестового орбітального польоту без екіпажу.
Випробування системи аварійного рятування було здійснено 4 листопада 2019 року. Після від'єднання капсули, один із трьох парашутів не розкрився і капсула здійснила приземлення лише з двома парашутами. Однак приземлення капсули було безпечним і тестування в цілому визнали успішним.

## Список польотів
| Місія                             | Дата запуску (UTC)      | Екіпаж                                    | Примітки | Тривалість польоту          | Повернення |
| --------------------------------- | ----------------------- | ----------------------------------------- | --- | --------------------------- | --- |
| Тест системи аварійного порятунку | 04.11.2019, 14:15 (UTC) |                                           | Тестування системи аварійного порятунку, здійснено у Нью-Мексико.                                                                        | 95 с                        | Успішно |
| Boe-OFT                           | 20.12.2019, 11:36 (UTC) |                                           | Непілотований орбітальний тестовий політ Starliner, перерваний через помилку програмного забезпечення.                                   | 8 днів (план), 2 дні (факт) | Успішно |
| Boeing Orbital Flight Test 2      | 20.05.2022              |                                           | Непілотований орбітальний тестовий політ Starliner. Успішно пристикувався до МКС.                                                        | 8 днів (план)               | |
| Boe-CFT                           | 2022                    | Крістофер Фергюсон Майкл Фінк Ніколь Манн | Перший пілотований політ космічного корабля CST-100.                                                                                     |                             | |
| CFT                               | 05.06.2024              | Бутч Вілмор Суніта Вільямс                | Пілотований орбітальний випробувальний політ з екіпажом космічного корабля «CST-100 Starliner» Дати запуску декілька разів переносилися. | 13 днів (план)              | Під час 24-годинного перельоту до МКС у космічного корабля відбулось чотири аварійних витоки гелію і п'ять несправностей у 28 маневрових двигунах. У NASA висловили занепокоєння стосовно можливості зіткнення «CST-100 Starliner» з МКС після відстиковки космічного корабля від станції, саме через його технічні несправності. Екіпаж затримується на МКС до кінця липня - середини серпня 2024 року через технічні несправності маневрових двигунів. За запасним варіантом, який був погоджений з NASA, повернення екіпажу на Землю планувалося в лютому 2025 року, однак термін повернення знову було відтерміновано до початку місії Crew-10, яка стартує не раніше березня 2025 року. 18 березня 2025 року, о 23:57 (за київським часом), капсула космічного корабля Crew Dragon компанії SpaceX, на борту якої перебували Бутч Вілмор та Суніта Вільямс, успішно повернулася на Землю. |

## Екіпаж

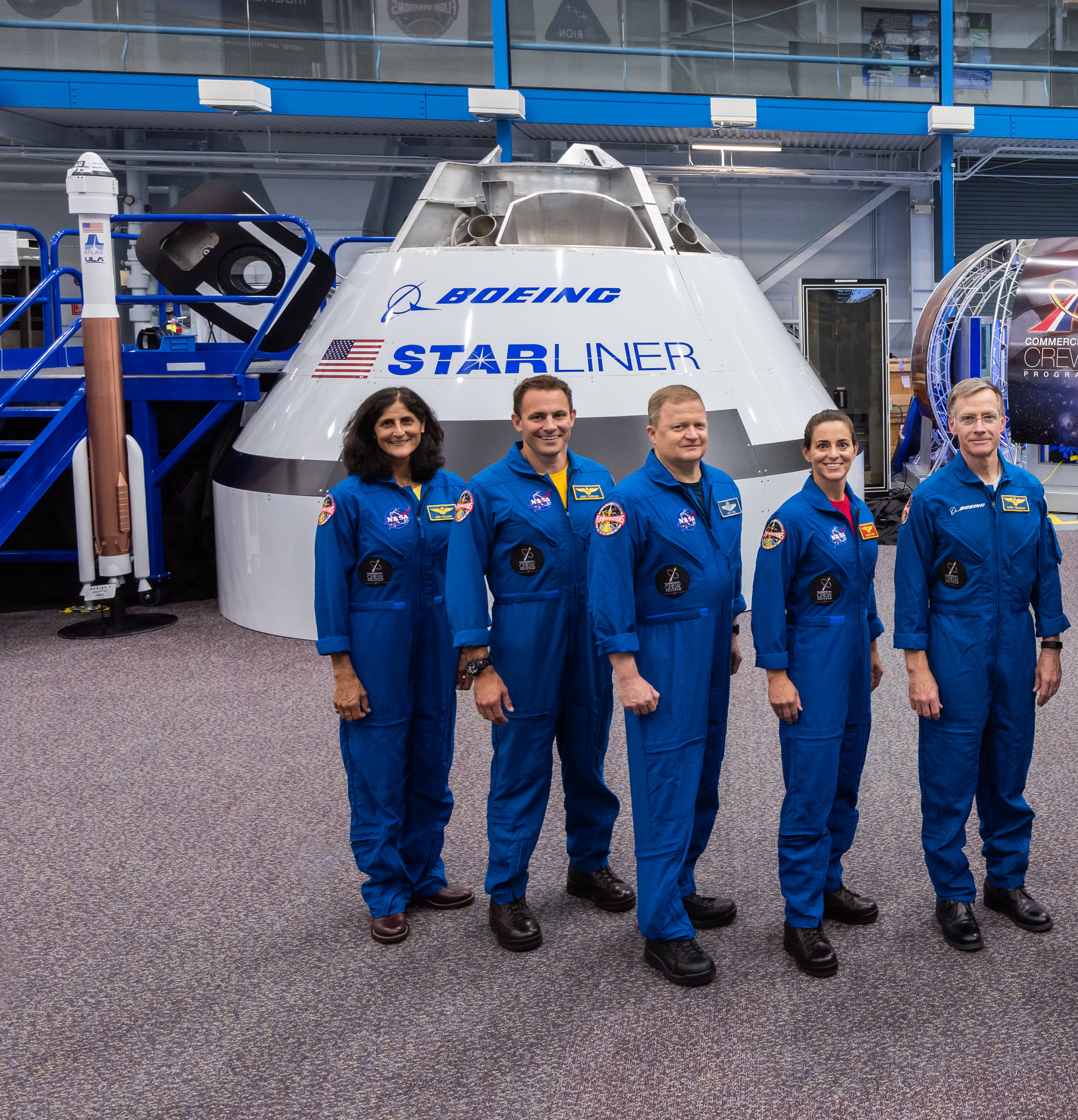
Макет космічного корабля CST-100 Starliner і астронавти, обрані для перших двох місій: Суніта Лін Вільямс, Джош Кассада, Ерік Аллен Боу, Ніколь Манн і.

3 серпня 2018 року НАСА оголосило імена астронавтів для перших місій корабля Starliner. Еріка Боу через стан здоров'я було замінено у січні 2019 року на Едварда Фінка.
- Перший тестовий політ — Boe-CFT: Едвард Майкл Фінк, Крістофер Фергюсон[en], Ніколь Аунапу Манн
- Перший пілотований політ — USCV-2: Суніта Лін Вільямс, Джош Кассада, Ногуті Соїті

## Космічний туризм
Компанія Space Adventures анонсувала отримання прав на продаж квитків до МКС на борту CST-100, після того, як розпочнуться регулярні польоти.

## Технічні партнери
- Aerojet Rocketdyne
- Airborne Systems
- Alliant Techsystems
- Bigelow Aerospace(інші мови)
- Samsung Electronics
- Spincraft